# اسکارویل (آیووا)
اسکارویل (به انگلیسی: Scarville) شهری در ایالت آیووا کشور ایالات متحده آمریکا است که جمعیت آن در سرشماری سال ۲۰۱۰ میلادی، ۷۲ نفر بوده‌است.